# Zyras
Zyras Stephens, 1835 è un genere di coleotteri della famiglia Staphylinidae.

## Caratteristiche
Il genere Zyras può essere distinto dagli altri generi della tribù Lomechusini considerando i seguenti caratteri peculiari: 
1. Tutto il corpo presenta colorazioni lucide, in tinta unita o spesso con tinte differenti per la testa, per il pronoto, per le elitre e per l'addome. A volte sono ricoperti da lunghe setole;
2. Tutti gli antennomeri sono provvisti di picciolo; l'antennomero III ha le dimensioni di un pedicello;
3. Collo assente;
4. Il pronoto di solito ha una fovea mediana ben distinta e caratterizzata;
5. L'addome ha struttura semplice, non è fisogastrico, ed ha lati paralleli;
6. L'edeago ha una struttura molto semplice; il lobo mediano ha una capsula basale alquanto larga, mentre il lobo apicale ce l'ha di forma strettamente conica lobo apicale;
7. La spermateca è sclerotizzata, molto piccola, ed ha il dotto spermatico lunghissimo ed estremamente arrotolato.[1]

Le specie appartenenti a questo genere sono predatrici di varie specie di formiche.

## Distribuzione
Le oltre 800 specie coprono per diffusione il mondo intero, ad eccezione dell'Africa subsahariana e dell'America meridionale, non distribuendosi però in modo paritario: malgrado la maggior parte di esse sia diffusa nella regione olartica, solo 3 specie sono presenti negli USA e in Canada. Cinque specie sono state reperite nell'ecozona paleartica occidentale; un cospicuo numero di specie è stato rinvenuto dalle estreme regioni orientali fino all'Australia.

## Tassonomia
Il numero di specie risente di continui aggiornamenti: nonostante oltre 60 sottogeneri descritti, oltre un centinaio di specie non sono affiliate ad alcuno di essi. Inoltre pressoché ogni studio su questo genere comporta spostamenti di specie da un sottogenere all'altro, nonché frequenti sinonimizzazioni e trasferimenti da e verso altri generi.
Anche fra i sottogeneri vi è altrettanto dinamismo: alcuni acquistano dignità di genere e vari generi vengono declassati a sottogeneri a seconda della precipuità delle varie caratteristiche morfologiche
Al 2016 sono note oltre 850 specie di questo genere. I numerosi studi al riguardo hanno individuato finora 61 sottogeneri in cui classificarle, descritti di seguito:
1. Acanthocnemidonia (Zyras) Bernhauer, 1936
2. Acrothoraconia (Zyras) Bernhauer, 1934
3. Androdonia (Zyras) Bernhauer, 1928
4. Anophthalmodonia (Zyras) Bernhauer, 1936
5. Antronia (Zyras) Bernhauer, 1928
6. Aplastonia (Zyras) Bernhauer, 1932
7. Apostenonia (Zyras) Bernhauer, 1929
8. Apterygodonia (Zyras) Scheerpeltz, 1963
9. Aulacodonia (Zyras) Bernhauer, 1928
10. Botsa (Zyras) Blackwelder, 1952
11. Callodonia (Zyras) Bernhauer, 1928
12. Cameronodonia (Zyras) Dvoräk, 1981
13. Camonia (Zyras) Bernhauer, 1928
14. Cephalodonia (Zyras) Bernhauer, 1928
15. Colpodonia (Zyras) Bernhauer, 1929
16. Craspa (Zyras) Blackwelder, 1952
17. Crateodonia (Zyras) Bernhauer, 1928
18. Ctenodonia (Zyras) Wasmann, 1894
19. Dentothalmonia (Zyras) Last, 1956
20. Diaulaconia (Zyras) Bernhauer, 1928
21. Euryalonia (Zyras) Bernhauer, 1928
22. Eurydonia (Zyras) Bernhauer, 1928
23. Euryncephalodonia (Zyras) Scheerpeltz, 1974
24. Euryndonia (Zyras) Bernhauer, 1928
25. Fealina (Zyras) Bernhauer, 1929
26. Glossacantha (Zyras) Gemminger & Harold, 1868
27. Grammodonia (Zyras) Bernhauer, 1928
28. Hylozyras (Zyras) Iablokoff-Khnzorian, 1960
29. Isothoracodonia (Zyras) Bernhauer, 1936
30. Lastia (Zyras) Dvoräk, 1984
31. Lepla (Zyras) Tottenham, 1939
32. Leptodonia (Zyras) Bernhauer, 1928
33. Macrodonia (Zyras) Wasmann, 1894
34. Myrmelia (Zyras) Mulsant & Rey, 1873
35. Neotropopella (Zyras) Scheerpeltz, 1976
36. Pachydonia (Zyras) Bernhauer, 1928
37. Paragrammodonia (Zyras) Bernhauer, 1935
38. Parophthalmonia (Zyras) Bernhauer, 1928
39. Pella (Zyras) Stephens, 1833
40. Pellochromonia (Zyras) Reitter, 1909
41. Peltodonia (Zyras) Bernhauer, 1936
42. Platydonia (Zyras) Bernhauer, 1928
43. Platyusa (Zyras) Casey, 1885
44. Polydonia (Zyras) Bernhauer, 1928
45. Pycnodonia (Zyras) Bernhauer, 1928
46. Remionea (Zyras) Blackwelder, 1952
47. Rhopalodonia (Zyras) Cameron, 1939
48. Rocnema (Zyras) Blackwelder, 1952
49. Sinozyras (Zyras) Pace, 1999
50. Subversoris (Zyras) Last, 1977
51. Synthoracodonia (Zyras) Scheerpeltz, 1974
52. Taprodonia (Zyras) Cameron, 1939
53. Termidonia (Zyras) Motschulsky, 1860
54. Termitelia (Zyras) Cameron, 1939
55. Termitodonia (Zyras) Cameron, 1936
56. Trigonodonia (Zyras) Bernhauer, 1928
57. Trigonozyras (Zyras) Cameron, 1943
58. Tropidonia (Zyras) Bernhauer, 1928
59. Visendor (Zyras) Last, 1960
60. Zyras (Zyras) Stephens, 1833
61. Zyrastilbus (Zyras) Cameron, 1939